# Festas judaicas
Yom Tov ou festival é um dia, ou vários dias observados pelos Judeus como uma comemoração sagrada ou secular de um importante evento da História Judaica. Em Hebraico, os feriados e os festivais judaicos, dependendo da sua natureza, são chamados de yom tov ("dia bom"), chag ("festival") ou taanit ("jejum").
As origens das várias festas judaicas geralmente encontra-se nas mitzvot (mandamentos bíblicos), decreto rabínico, ou na moderna história de Israel.

## Rosh Hashanah — O Ano Novo Judaico

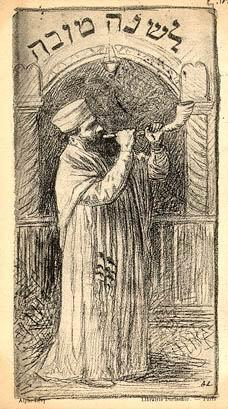
O toque do shofar, por Alphonse Lévy.

O Rosh Hashaná é o Ano Novo Judaico e Dia do Julgamento, no qual Deus julga cada pessoa individualmente de acordo com as suas ações, e faz um decreto para o próximo ano. O festival é caracterizado pela mitzvah (mandamento) especial de tocar o shofar.
- Durante um número variável de dias antes de Rosh Hashaná, entre os Judeus Ashkenazim, e todo o mês de Elul entre os Judeus Sefarditas, são acrescentadas rezas especiais nas orações matinais, conhecidas como Selichot.
- Erev Rosh Hashanah (véspera do primeiro dia) — 29 Elul
- Rosh Hashanah (ראש השנה, em Hebraico) — 1–2 Tishrei

Rosh Hashanah considerado pela Mishná como o novo ano para calcular os anos do calendário, leis de shmita (ano sabático) e o Jubileu, dízimos de vegetais, e plantação de árvores (para determinar a idade de uma árvore).
Ao contrário que muitos acreditam, Rosh Hashaná não comemora a criação do mundo, mas sim a criação da alma neshamá) de Adam (Adão). A recitação de Tashlich ocorre durante a tarde do primeiro dia. O Judaísmo ortodoxo celebra dois dias de Rosh Hashaná, tanto em Israel como na Diáspora. Os dois dias juntos são considerados um yoma arichta, um "dia longo" único. Um número significativo de comunidades judaicas reformistas celebram apenas um dia de Rosh Hashaná.
Nesta data é comum felicitar os convivas com a frase: "Shanah Tova!" (Ano bom!), ou "Shaná Tová U'Metucá!" (Ano bom e doce!).

## Aseret Yemei Teshuva — Dez Dias de Arrependimento
Os primeiros dez dias do ano judaico (desde o começo de Rosh Hashaná até ao fim de Yom Kippur) são conhecidos como Aseret Yemei Teshuva. Durante este período é "extremamente apropriado" para os Judeus praticar Teshuvá (arrependimento, literalmente 'retorno'), a qual consiste em examinar as suas próprias acções e arrepender-se dos erros cometidos tanto contra Deus e o próximo, em antecipação do Yom Kippur. Este arrependimento pode tomar a forma de súplicas adicionais, confissão das próprias acções diante de Deus, jejum, e auto-reflexão. No terceiro dia, o Tzom Gedalia.

## Yom Kippur — Dia do Perdão
- Erev Yom Kippur — 9 Tishrei
- Yom Kippur (יום כיפור‎) — Nele, é dado especial ênfase ao perdão e à reconciliação. Comer, beber, tomar banho, untar-se com óleo, e relações íntimas são proibidas. O jejum começa ao pôr-do-sol, e termina depois da caída da noite no dia seguinte. Os serviços religiosos de Yom Kippur começam com a reza conhecida como Kol Nidrei, que tem de ser recitada antes do pôr-do-sol. Kol Nidrei, que em Aramaico significa "todos os votos", é a anulação pública de votos ou juramentos religiosos feitos por judeus durante o ano anterior. Apenas diz respeito a votos não cumpridos, feitos entre a pessoa e Deus, e não cancela ou anula os votos feitos entre pessoas.

A Talit (um xaile de orações de quatro pontas) é colocado para as rezas da noite; a única reza nocturna do ano em que isso é feito. A Ne'ilá é um serviço religioso especial realizado apenas no dia de Yom Kippur, e prende-se com o encerramento da festividade. O Yom Kippur termina com o toque do shofar, que marca a conclusão do jejum. É sempre observado como uma fetividade de um dia apenas, tanto em Israel como nas comunidades da Diáspora judaica.
Tradicionalmente os convivas desejam uns aos outros além de "Shaná Tová" (Ano bom), também é dito: Guimar Hatimá Tová (Que estejas inscrito (no livro) da vida.

## Sucot — Festa dos Tabernáculos
Sucot (סוכות ou סֻכּוֹת sucōt) é um festival que dura 7 dias, também conhecido como a Festa dos Tabernáculos. É um dos três festivais de peregrinação mencionados no Tanakh. A palavra sucot é o plural da palavra hebraica sucá, que significa cabana. Os Judeus são ordenados a residir em cabanas durante o período da festa, o que geralmente significa comer as refeições - mas alguns dormem também - na sucá. Existem regras específicas para construir uma sucá. O sétimo dia do festival é chamado Hoshaná Rabá.
- Erev Sucot — 14 Tishrei
- Sucot (חג הסוכות‎) — 15–21 Tishrei (22 fora de Israel)

Tradicionalmente os convivas desejam uns aos outros além de "Hág Sucót Samérr" (Festa de Soucót Feliz).

## Shemini Atzeret e Simchat Torá
Simchat Torá (שמחת תורה) significa "Alegria da Torá". Na verdade refere-se a uma cerimónia especial que tem lugar no feriado de Shemini Atzeret. Este feriado segue-se imediatamente à conclusão do festival de Sucot. Em Israel, Shemini Atzeret dura um dia e inclui a celebração de Simchat Torá. Fora de Israel, Shemini Atzeret é uma festa de dois dias e Simchat Torá é observado no segundo dia, o qual é em geral referido pelo nome da cerimónia.
A última porção da Torá é lida, completando o ciclo anual de leituras, seguido do primeiro capítulo do Génesis. Os serviços religiosos são especialmente festivos, e todos os presentes, jovens e adultos, tomam parte na celebração. Um dos costumes mais populares é a retirada dos rolos da Torá da Arca Sagrada, e dançar eles na sinagoga. Em algumas comunidades, as danças decorrem também pelas ruas.

## Chanucá — Festival das Luzes ou Festa da Dedicação
- Erev Chanucá — 24 Kislev
- Chanucá (חנוכה‎) — 25 Kislev – 2 or 3 Tevet

Devido a transliteração do hebraico para o português,a letra Hei(ה) - Com som se RR como em "RRAVER" - se escreve com H. Logo a pronúncia correta é Hânuha (Proparoxítona e com o primeiro A fechado) e não chanucá com o CH com som de X como muitos pensam.
A história de Chanucá é preservada nos dois Livros dos Macabeus. Estes livros não são parte do Tanach (Bíblia Hebraica). Eles são considerados livros apócrifos (ou para a Igreja Católica, deuterocanônicos). O milagre do pote de óleo de um dia ter, milagrosamente, durado oito dias, é descrito no Talmude.
Chanucá marca a derrota das forças do Império Seleucida que tentaram evitar que o Povo de Israel praticasse o Judaísmo. Judas Macabeu e os seus irmãos destruíram forças poderosas, e fizeram a rededicação religiosa do Templo de Jerusalém. Os oito dias do festival são marcados pelo acendimento de velas — uma na primeira noite, duas na segunda noite, e assim sucessivamente — usando um candelabro especial chamado Chanukkiá, ou menorá de Chanucá.
Existe o costume de dar dinheiro às crianças em Chanucá para comemorar o estudo da Torá às escondidas, quando os Judeus se reuniam no que parecia uma actividade de jogo naquele tempo, uma vez que a Torá estava proibida. Por causa disto, existe também o costume de jogar com o dreidel (chamado sevivon em hebraico).
Tradicionalmente os convivas desejam uns aos outros "Hânuca Samerr" - Feliz Chanucá.

## Dez de Tevet
Este pequeno jejum marca o começo do cerco de Jerusalém, tal como é descrito no Livro dos Reis 25:1.
E aconteceu que no nono ano do seu reinado, no décimo mês, no décimo dia do mês, que Nabucodonossor Rei da Babilónia veio, ele e todo o seu exército, contra Jerusalém, e acampou contra ela; e eles construiram fortes à sua volta.
Como um pequeno jejum, é requerido jejuar da aurora ao anoitecer, mas outras leis do luto judaico não são observadas. A leitura da Torá e da Haftará, e uma reza especial durante a Amidá, são acrescentadas nas rezas de Shacharit e Minchá.

## Tu Bishvat - Novo Ano das Árvores
- Tu Bishvat (חג האילנות - ט"ו בשבט‎) — 15 Shevat

Tu Bishvat é o ano novo para as árvores. De acordo com a Mishná, ele marca o dia em que os dizimos da fruta são contados em cada ano. Além disso, marca o ponto em que são contadas tanto a proibição bíblica de comer os frutos das árvores nos seus três primeiros anos, e a obrigação de trazer a orlá (fruto do quarto ano) ao Templo de Jerusalém. Nos tempos modernos, é celebrado comendo vários frutos e nozes associadas à Terra de Israel. Também é costume organizar actividades de plantação de árvores, em especial com as crianças.
Durante os anos de 1600, o Rabbi Yitzchak Luria de Safed e os seus discípulos criaram um pequeno seder, chamado Hemdat ha‑Yamim, reminiscente do seder que os Judeus cumprem em Pessach, e que explora os temas cabalísticos da festividade.

## Purim — Festival das Sortes
- Erev Purim e Jejum de Ester conhecido como "Ta'anit Ester" — 13 Adar
- Purim (פורים‎) — 14 Adar
- Shushan Purim — 15 Adar
- Nos anos bissextos do calendário judaico, Purim é observado no Segundo mês de Adar (Adar Sheni).

Purim comemora os eventos descritos no Livro de Ester. Esta festa é celebrada pela leitura pública na sinagoga da história da Rainha Ester, durante a qual se fazem fortes ruídos cada vez que é mencionado o nome de Haman. Em Purim é tradição usar disfarces e máscaras e distribuir os Mishloach Manot (entrega de presentes de comida e bebida) aos pobres e necessitados. Em Israel também é tradição organizar marchas festivas, conhecidas como Ad-De'lo-Yada, nas ruas principais das cidades. Por vezes, as crianças mascaram-se e representam a história de Ester para os seus pais.

## Novo Ano dos Reis
- Novo Ano dos Reis — 1 Nisan.

Apesar de Rosh Hashaná marcar a mudança do ano no calendário, Nisan é considerado o primeiro mês do calenário judaico. A Mishná indica que o ano do reinado dos reis judeus era contado a partir de Nisan nos tempos bíblicos. Nisan é também considerado o começo do ano em termos da ordem das festividades.
Junto com este Ano Novo, a Mishná define outros três Anos Novos legais:
- Primeiro de Elul, Ano Novo para os dízimos dos animais,
- Primeiro de Tishrei (Rosh Hashaná), o Ano Novo para o ano do calendário e para os dízimos dos vegetais,
- Quinze de Shevat (Tu Bishvat), o Novo Ano das Árvores e dos dízimos das frutas

## Pessach — Páscoa
- Erev Pesach e Jejum dos Primogénitos conhecido como Ta'anit Bechorim — 14 Nissan,
- Pessach/Páscoa (פסח) (primeiros dois dias) — 15 (and 16) Nissan,
- O "Último dia de Pessach", conhecido como Acharon shel Pessach, é também uma festa que comemora Keriat Yam Suf, a Passagem do Mar Vermelho. — 21 (and 22) Nissan,
- Os dias semi-festivos entre os "primeiros dias" "últimos dias" de Pessach são conhecidos como Chol HaMoed, ou seja os "Dias Intermédios".

Pessach comemora a libertação dos escravos Israelitas do Egito. Nenhum alimento fermentado é comido durante a semana de Pessach, em comemoração do facto de os Judeus terem saído tão apressadamente do Egito, que o seu pão não teve tempo suficiente para levedar.
O primeiro Seder de Pessach começa ao pôr dos sol do dia 15 de Nissan. Na Diáspora, um segundo seder é realizado na noite de 16 de Nissan. Na segunda noite, os Judeus começam a contar o omer. A Contagem do Omer coincide com a conta dos dias, desde o tempo em que os Judeus deixaram os Egipto até ao dia em que chegaram ao Monte Sinai.

## Sefirah — Contagem do Omer
- Contagem do Omer (ספירת העומר, Sefirat Ha'Omer)

Sefirá é o período de 49 dias ("sete semanas") entre Pessach e Shavuot; é definido pela Torá como o período durante o qual oferendas especiais devem ser levadas ao Templo de Jerusalém. O Judaísmo ensina que isto torna física a ligação espiritual entre Pessach e Shavuot.

## Lag Ba'Omer
Lag Ba'Omer (ל"ג בעומר, literalmente "33 do Omer") é o 33º dia da contagem do Omer. ל"ג é o número 33 em Hebreu. As restrições de luto em relação a actividades alegres existentes no período do Omer são levantadas em Lag Ba'Omer e há normalmente celebrações com churrascos, fogueiras e brincadeiras com arcos e flechas para as crianças. Em Israel, nos dias anteriores à festa, os jovens costumam reunir materiais para fazer grandes fogueiras ao ar livre.

## Sigd
O Sigd (em 
ge'ez: ስግድ, lit.  "Prostração"; em hebraico:  סיגד) é uma festividade exclusiva da comunidade Beta Israel, os judeus etíopes. O Sigd é a comemoração da entrega da Torá (ou, no caso dos Beta Israel, a Orit) à Moisés no Monte Sinai. Em julho de 2008, a Knesset reconheceu o Sigd como uma das festividades oficiais do Estado de Israel.

## Festas Nacionais Israelitas/Judaicas criadas após 1948
Desde a criação do Estado de Israel em 1948, o Rabinato Chefe de Israel estabeleceu quatro novas festividades judaicas.
- Yom Yerushalayim — Dia de Jerusalém
- Yom HaShoah — Dia da Memória do Holocausto
- Yom Hazikaron — Dia da Memória pelos Soldados
- Yom HaAtzmaut — Dia da Independência de Israel

Estes quatro dias são feriados nacionais no Estado de Israel, e em geral são aceites como feriados religiosos pelos seguintes grupos: o Rabinato Chefe do Estado de Israel, The Union of Orthodox Congregations and Rabbinical Council of America (União das Congregações Ortodoxas e o Conselho Rabínico da América; The United Hebrew Congregations of the Commonwealth (Congregações Hebraicas Unidas da Comunidade Britânica Reino Unido); todo o Judaísmo Reformista e Conservador; The Union for Traditional Judaism (União para o Judaísmo Tradicional) e o movimento Reconstrucionista judaico.
Estas quatro datas não são aceites como feriados religiosos pela maioria do Judaísmo Charedi, que inclui o Judaísmo Hassídico. Estes grupos vêm estes dias como festas nacionais israelitas, e eles não celebram estas festas.

### Yom HaShoá — Dia da Memória do Holocausto
- Yom HaShoá (יום הזכרון לשואה ולגבורה‎) — 27 Nisan

O Yom HaShoá é também conhecido como o Dia da Memória do Holocausto, e tem lugar no dia 27 de Nissan.
Em Israel, por todo o país, tocam as sirenes durante dois minutos, em memória dos seis milhões de judeus mortos pelos nazis durante a II Guerra Mundial. É costume o trânsito parar nas cidades e os condutores saem dos seus carros e ficam de pé, em silêncio, durante o toque da sirene. Cerimónias especiais são realizadas no Yad Vashem, o Museu do Holocausto de Jerusalém. As escolas têm programas especiais nesse dia, com palestras de sobreviventes do Holocausto, que contam as suas histórias às crianças.

### Yom Hazikaron — Dia da Memória dos Soldados
- Yom Hazikaron (יום הזכרון לחללי מערכות ישראל‎) — 4 Iyar

Yom Hazikaron é o dia de memória em honra dos veteranos e soldados israelitas caídos nas guerras de Israel. O dia memorial também comemora os civis mortos em actos de terrorismo. 

### Yom HaAtzmaut — Dia da Independência de Israel
- Yom HaAtzmaut (יום העצמאות‎) — 5 Iyar

Yom HaAtzmaut é o Dia da Independência de Israel. Uma cerimónia oficial é realizada anualmente na véspera do Yom HaAtzmaut no Monte Herzl, em Jerusalém. A cerimónia inclui discursos dos mais importantes dignitários israelitas, uma apresentação artística, uma marcha de soldados com bandeiras que formam figuras elaboradas (como uma Menorá, uma Magen David e o número que representa a idade do Estado de Israel), e o acendimento de doze tochas (uma por cada Tribo de Israel).  Dezenas de cidadãos de Israel, que contribuíram significativamente para o Estado, são seleccionados para acender essas tochas.
Pequenas cerimónias idênticas são realizadas em todas as localidades do país, com a activa participação das crianças e jovens. É costume as famílias realizarem churrascos nos parques das cidades.

### Yom Yerushalaim — Dia de Jerusalém
- Yom Yerushalayim (יום ירושלים‎) — 28 Iyar

O Dia de Jerusalém marca a reunificação de Jerusalém e o Monte do Templo sob o domínio judaico, durante a Guerra dos Seis Dias em 1967, quase 1900 anos depois da destruição do Segundo Templo de Jerusalém.

## Shavuot — Pentecostes — Festa das Semanas — Yom HaBikurim
- Erev Shavuot — 5 Sivan.
- Shavuot (שבועות‎) — 6 Sivan (na Diáspora também no dia 7.

Shavuot, a Festa das Semanas (ou Dia de Pentecostes, na terminologia cristã), é um dos três festivais de peregrinação (Shalosh regalim) ordenados na Torá. Shavuot marca o fim da contagem do Omer, o período entre Pessach e Shavuot. De acordo com a tradição rabínica, os Dez Mandamentos foram dados neste dia ao Povo de Israel reunido na base do Monte Sinai. Durante esta festa, a porção da Torá que contém os Dez Mandamentos é lida na sinagoga, assim como o Livro de Rute. É tradição comer alimentos lácteos durante Shavuot.

## Dezessete de Tamuz
O dia 17 de Tamuz tradicionalmente marca a primeira brecha das muralhas de Jerusalém durante a ocupação romana, na Época do Segundo Templo.
Por ser um  dia de jejum menor, é requerido jejuar do nascer ao pôr do sol, mas outras leis do luto não são observadas. Nos serviços religiosos de Shacharit (oração matinal) e de Minchá (oração da tarde), são acrescentadas a leitura da Torá e a leitura da Haftará, e uma oração especial na Amidá.

## As Três Semanas e os Nove Dias
- As Três Semanas (Ben Hametzarim): de 17 de Tamuz (Tsom shiv'á asar betamuz) a 9 de Av (Tishá BeAv)
- Os Nove Dias: 1 – 9 de Av
- (Veja também 10 de Tevet)

Os dias entre 17 de Tamuz e 9 de Av são dias de luto, em lembrança do colapso de Jerusalém durante a ocupação romana que ocorreu entre estas datas. Tradicionalmente, os casamentos e outras ocasiões festivas, não são realizadas durante este período. Um elemento adicional é acrescentado neste tempo, durante os últimos nove dias, entre 1 e 9 do mês de Av — os religiosos abstêm-se de comer carne e beber vinho, excepto no Shabbat ou numa Seudat Mitzvá (uma refeição de mitzvá, tal como um Pidion Haben, que é a celebração do reconhecimento de um recém-nascido, ou a conclusão do estudo de um texto religioso). Da mesma forma, é costume não cortar o cabelo durante este período.

## Tisha BeAv — Nove de Av
- Tisha BeAv (צום תשעה באב‎) — 9 de Av

Tisha B'Av é o jejum e dia de luto que comemora dois dos mais trágicos eventos da História Judaica que ocorreram no dia 9 do mês de Av — a destruição pelos babilónicos, no ano 586 antes da Era Comum, do Templo de Salomão, ou Primeiro Templo de Jerusalém, e a destruição do Segundo Templo, no ano 70 da nossa era, pelos Romanos. Outras calamidades na História Judaica também tiveram lugar em Tisha BeAv, incluindo o édito do Rei Eduardo I, que forçava os Judeus a deixar a Inglaterra em 1290, e o Decreto de Alhambra, ou Édito de Expulsão dos Judeus de Espanha, pelos Reis Católicos, Fernando de Aragão e Isabel de Castela, em 1492.

## Dízimo de Animais
- Ano Novo para os Dízimos de Animais — 1 Elul

Esta comemoração não é observada actualmente. Este dia foi estabelecido pela Mishná como o Ano Novo para os dízimos de animais, o que equivalia a um novo ano para o pagamento de impostos.

## Rosh Chodesh — o Novo Mês
O primeiro dia de cada mês e o trigésimo dia do mês precedente, se ele tiver 30 dias, é (nos nosso tempo) uma festividade menor conhecida como Rosh Chodesh (a cabeça do mês). A única excepção é o mês de Tishrei, cujo começo é uma festividade solene e importante, Rosh Hashaná. Exitem também rezas especiais que são ditas no momento em que se observa a Lua Nova pela primeira vez em casa mês.

## Shabbat — O Sábado — שבת
A Halachá, ou Lei Judaica, atribui ao Sábado o estatuto de festival. Os Judeus celebram o Shabbat, um dia de descanso, no sétimo dia de cada semana. A Lei Judaica define que o término do dia ocorre ao anoitecer, que é quando o dia seguinte começa. Assim, o Shabbat começa ao pôr-do-sol de sexta-feira, e termina ao início da noite de Sábado.
Em muitos aspectos, a Halachá (Lei Judaica) atribui ao Shabbat o nível do dia sagrado mais importante do calendário judaico.
- É o primeiro dia santo mencionado no Tanach (Bíblia Hebraica), e Deus foi o primeiro a observá-lo, através da finalização da Obra da Criação do Mundo.
- A liturgia judaica trata o Shabbat como “noiva” e “rainha”.
- A leitura da Torá no Sabbath tem mais aliyot do que em Yom Kippur, a mais solene celebração do calendário.
- Existe a tradição que o Mashiach (o Messias Judeu) chegará se todos os Judeus cumprirem duas vezes o Shabbat.

## Variações na observância
As denominações do Judaísmo Reconstrucionista e do Judaísmo Reformista geralmente consideram a Lei Judaica em relação a estas festas como importante, mas não obrigatória. O Judaísmo Ortodoxo e o Judaísmo conservador defendem que a Halachá em relação a estas dias é ainda normativa (ou seja, para ser aceita como obrigatória.)
Existe um número de diferenças na prática religiosa entre os Judeus Ortodoxos e Conservadores, porque estas duas denominações têm diferentes perspectivas de compreensão do processo como a Halachá se desenvolveu ao longo do tempo e, da mesma forma, como ela pode ainda desenvolver-se.
Os Judeus Reformistas não observam o segundo dia das festas judaicas na Diáspora.

## Nome
"Yom Tov" é também um nome judaico.